# Juegos Bolivarianos de Playa 2012/Beachhandball
Der Beachhandball-Wettbewerb bei den Juegos Bolivarianos de Playa 2012 (spanisch Balonmano por los I Juegos Bolivarianos de Playa, auch spanisch Habrá Beach Handball en los I Juegos Bolivarianos de Playa) war die erste Austragung eines Beachhandball-Wettbewerbs im Rahmen der ebenfalls das erste Mal durchgeführten Juegos Bolivarianos de Playa. Der Wettbewerb wurde vom 2. bis 4. November in Lima, Peru von der Organización Deportiva Bolivariana (ODEBO) in Verbindung mit den nationalen und regionalen Organisatoren der Wettbewerbe organisiert und durchgeführt.
Mit acht verschiedenen teilnehmenden Nationen, sechs bei den Männern und sieben bei den Frauen, wurde gleich bei der ersten Austragung ein Rekordwert erreicht, was nicht zuletzt an der Teilnahme vierer Gastländer bei den Beachhandball-Wettbewerben, Guatemala und die Dominikanische Republik bei den Frauen, und El Salvador bei den Männern, Paraguay bei beiden Geschlechtern, lag. Für die beiden Mannschaften vom mittelamerikanischen Festland war es die bislang einzige Teilnahme an einem internationalen Wettbewerb für Nationalmannschaften in der Sportart. Noch nicht an den Start gingen Chile, das Land nahm erst bei der folgenden Austragung erstmals teil, und Bolivien, welches als einziges Flächenland Südamerikas bislang noch nie eine Beachhandball-Nationalmannschaft aufgestellt hat.
Venezuela gewann beide Turniere, Kolumbien konnte als einzige weitere Mannschaft ebenfalls zwei Medaillen gewinnen.
| Frauen Details | Lima, Peru | Venezuela | 2:0 | Kolumbien | Paraguay  | 2:1 | Dominikanische Republik |
| Männer Details | Lima, Peru | Venezuela | 2:1 | Ecuador   | Kolumbien | 2:0 | Paraguay                |

## Platzierungen der Mannschaften
| Nation                  | Frauen | Männer |
| ----------------------- | ------ | ------ |
| Dominikanische Republik | 04     | 0–     |
| Ecuador                 | 05     | 02     |
| El Salvador             | 0–     | 06     |
| Guatemala               | 06     | 0–     |
| Kolumbien               | 02     | 03     |
| Paraguay                | 03     | 04     |
| Peru                    | 07     | 05     |
| Venezuela               | 01     | 01     |
| Teilnehmerzahl          | 7      | 6      |

| Legende | Legende | Legende | Legende              |
| ------- | ------- | ------- | -------------------- |
| 1       | 2       | 3       | Podest-Platzierungen |
| 4       | 4       | 4       | Halbfinalist         |